# Pompey (New York)
Pompey è un comune degli Stati Uniti d'America che si trova nello stato di New York, nella contea di Onondaga.

## Storia
L'area di Pompey era originariamente parte del territorio tradizionalmente occupato dagli Onondaga, una delle Cinque Nazioni degli Irochesi. Dopo la guerra d'indipendenza americana, quando la maggior parte degli Irochesi furono costretti a cedere la loro terra migrando in Canada, lo Stato di New York ha rilevato le ex terre degli irochesi, le ha vendute ed una parte sono state assegnate ai veterani.
La città di Pompey è stata costituita nel 1789, ma non del tutto organizzato fino al 1794, quando è nata la contea di Onondaga. Il territorio originario della città è stato diviso e suddiviso facendo nascere e sviluppare nuove città nella regione, tra cui tutte le città di Fabius (1798), Tully, Preble e Scott (questi ultimi due ora nella contea di Cortland), insieme con le parti delle città di Spafford, Otisco (1806), LaFayette (1825), Onondaga (1794), Truxton e Cuyler (questi ultimi due ora sono nella contea di Cortland).